# Tai Woffinden
Tai Woffinden (ur. 10 sierpnia 1990 w Scunthorpe) – brytyjski żużlowiec.
Wielokrotny reprezentant Wielkiej Brytanii, indywidualny mistrz świata w sezonach 2013, 2015 oraz 2018. Wygrywając Grand Prix 2018 stał się pierwszym zawodnikiem z Wielkiej Brytanii, który trzykrotnie zostawał żużlowym IMŚ. Złoty medalista Speedway of Nations 2021. Ośmiokrotny medalista indywidualnych mistrzostw Wielkiej Brytanii (złoty – 2013, 2014, 2015, srebrny - 2024, brązowy – 2008, 2009, 2011, 2012). Razem ze Spartą Wrocław zwycięzca żużlowej Ekstraligi w sezonie 2021 i dziewięciokrotny medalista tych rozgrywek.

## Życiorys

### Dzieciństwo i młodość
Woffinden urodził się w Anglii. Kiedy jego ojciec Rob, który również był żużlowcem, skończył karierę w 1994, przeprowadził się wraz z rodziną do Perth, do Australii, którą Tai uważa za swoją ojczyznę. Mimo to podczas swojej kariery zdecydował się reprezentować Wielką Brytanię. Jako dziecko trenował taekwondo. Będąc nastolatkiem zaczął odnosić pierwsze sukcesy w lokalnych australijskich zawodach żużlowych. W 2006 roku jego rodzina wróciła do Anglii, by pomagać mu w rozwoju kariery.

### Kariera sportowa
W 2006 podpisał kontrakt z drużyną Scunthorpe Scorpions, jeżdżącą wówczas w Conference League – trzecim poziomie rozgrywkowym w Wielkiej Brytanii. Jeździł również dla Sheffield Tigers w Premier League, na drugim poziomie rozgrywkowym  (zawodnicy w Wielkiej Brytanii mogą startować w więcej niż jednej lidze w tym kraju). 29 maja zadebiutował w Conference League. W dniu 16. urodzin zadebiutował w ligowym meczu w barwach Sheffield. W starciu z Redcar Bears pojechał w trzech wyścigach. Nie zdobył jednak żadnego punktu. Jego debiutancki sezon w barwach klubu ze Scunthrope był bardzo udany. Zakończył go ze średnią biegową wynoszącą 2,497. W następnym roku oprócz jazdy dla Scunthorpe, startował też w barwach Rye House Rockets w Premier League, gdzie jeździł do 2008 roku. Przed sezonem 2008 podpisał kontrakt z Włókniarzem Częstochowa. Był to jego pierwszy kontrakt polskiej lidze. W tym samym roku zaczął również starty w lidze szwedzkiej.
W reprezentacji Wielkiej Brytanii zadebiutował startując w półfinale Drużynowych Mistrzostw Świata Juniorów 2008.
Od sezonu 2009 jeździł dla Wolverhampton Wolves. Już w pierwszym sezonie startów został z tą drużyną drużynowym mistrzem wielkiej Brytanii. Organizatorzy przyznali mu stałą dziką kartę na starty w cyklu Grand Prix 2010. W tym samym roku zmarł jego ojciec, który wspierał go przez całą dotychczasową karierę, przez co zawodnik mocno się pogubił. Długo nie mógł się po tym otrząsnąć. GP skończył z dorobkiem jedynie 49 punktów w jedenastu rundach. Zajął 14. miejsce, ostatnie spośród zawodników, którzy startowali w każdym turnieju.
W latach 2007–2011 zdobywał medale młodzieżowych indywidualnych mistrzostw Wielkiej Brytanii (złoty – 2008, 2011, srebrny – 2009, 2010, brązowy – 2007).   

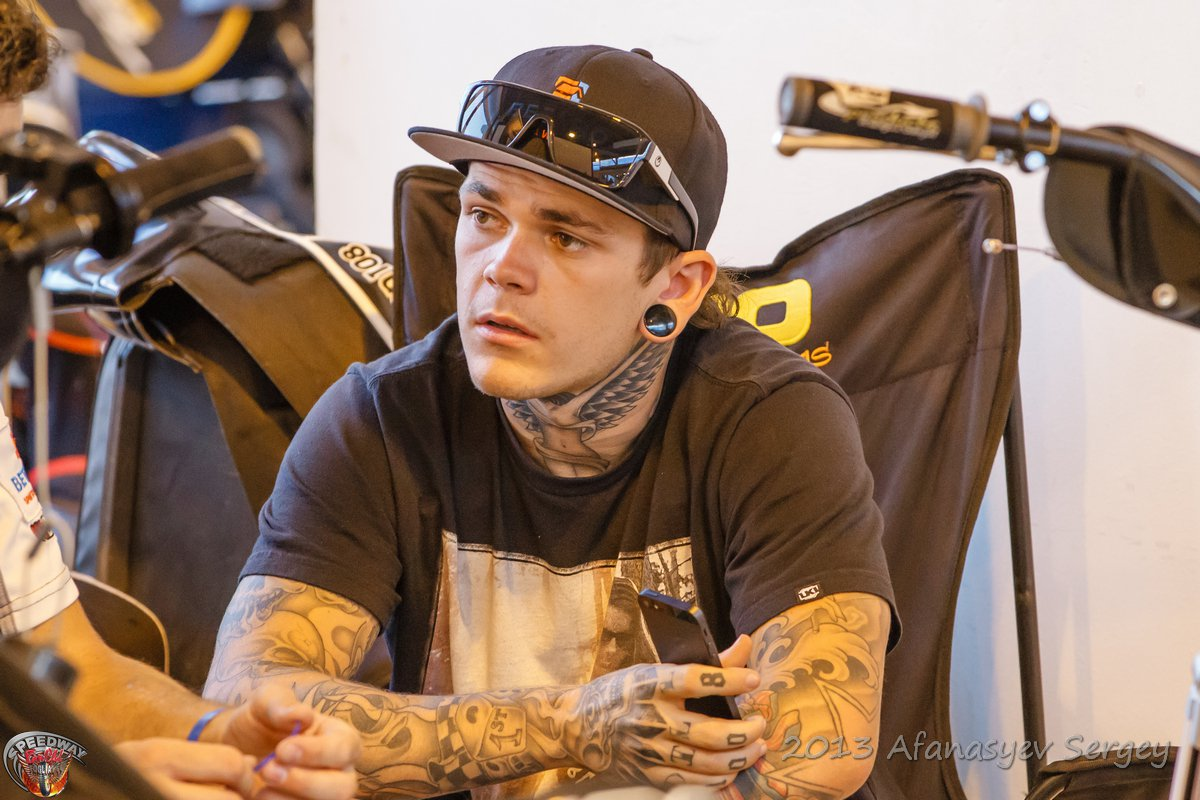
Przed drugą rundą Indywidualnych mistrzostw Europy 2013

Sezon 2012 był pierwszym sezonem Woffindena w barwach Sparty Wrocław.
Rok później drugi raz w karierze jeździł w Grand Prix – podobnie jak trzy lata wcześniej, dostał stałą dziką kartę. 18 maja 2013 roku wygrał swoją pierwszą rundę GP – Grand Prix Czech w Pradze. 21 września 2013 podczas drugiego biegu GP Skandynawii spowodował upadek Tomasza Golloba, w wyniku którego Polak doznał wstrząsu mózgu oraz przesunięcia siódmego kręgu w kręgosłupie. Przez cały cykl notował dobre wyniki, co sprawiło, że został indywidualnym mistrzem świata – najmłodszym w całej historii Grand Prix. Przed sezonem kurs na jego zwycięstwo wynosił 1:500. W sezonie 2013 osiągnął też najwyższą w całej dotychczasowej karierze średnią biegową w polskiej Ekstralidze (2,471). Startował również w Indywidualnych mistrzostwach Europy – w klasyfikacji generalnej zajął piąte miejsce, nie startował jednak w ostatniej rundzie.
Kolejna szansa na medal Grand Prix pojawiła się w 2014 roku. Woffinden skończył cykl GP ze 121 punktami na koncie. Tyle samo miał Nicki Pedersen, co oznaczało, że zawodnicy muszą odjechać bieg dodatkowy. W nim lepszy okazał się Duńczyk. Z Elit Vetlandą wygrał ligę szwedzką, będąc zawodnikiem z najwyższą średnią biegową w swojej drużynie i drugą najwyższą w całej lidze.
W 2015 roku zdobył swoje drugie indywidualne mistrzostwo świata z najwyższą w karierze liczbą 163 punktów. Przewaga nad rywalami była na tyle duża, że zapewnił to sobie jeszcze przed ostatnią rundą. W całym sezonie aż 6 razy stanął na podium zawodów GP, co również jest jego dotychczasowym rekordem wyrównanym trzy lata później. W 2016 został wicemistrzem ustępując Gregowi Hancockowi. 30 lipca 2016 w finale Drużynowego Pucharu Świata na torze w Manchesterze zdobył 19 punktów dla reprezentacji Wielkiej Brytanii. Turniej zakończył się dosyć niespodziewanym srebrem Brytyjczyków. Był to pierwszy medal DMŚ tej reprezentacji od dziesięciu lat. Po tym jak drugi raz w karierze wygrał ligę brytyjską z Wolverhampton, ogłosił, że od sezonu 2017 nie będzie startował w tych rozgrywkach.  Zrezygnował też z występów w reprezentacji. Jak sam mówił, było to spowodowane brakiem profesjonalnego podejścia do kadry wśród innych zawodników.
W 2017 zdobył brązowy medal Grand Prix. Był to jego czwarty medal tych rozgrywek w karierze. W 2018 trzeci raz zdobył indywidualne mistrzostwo świata, stając się pierwszym zawodnikiem reprezentującym Wielką Brytanię w żużlowych IMŚ, który tego dokonał. Był to jego piąty medal tych rozgrywek na przestrzeni sześciu lat. 6 października 2018 jak dotąd po raz ostatni wygrał rundę Grand Prix. Po roku przerwy powrócił do reprezentacji. Zaliczył znakomity występ podczas finału Speedway Of Nations 2018, gdzie w trzynastu biegach tylko raz nie przyjechał pierwszy. Nie wystarczyło to do zdobycia mistrzostwa przez Wielką Brytanię. Woffinden musiał zadowolić się srebrem.
7 czerwca 2019 w 1. biegu ligowego meczu przeciwko Motorowi Lublin doznał bardzo poważnej kontuzji, która wykluczyła go ze startu w finale Speedway of Nations 2019. Nie wystąpił też w dwóch rundach Grand Prix 2019. Ogólnie dalsza część cyklu nie szła mu najlepiej i skończył go dopiero na 13. miejscu. W 2020 zdobył kolejny srebrny medal Grand Prix. Jego zdobycie przypieczętował dopiero po dodatkowym wyścigu z Fredrikiem Lindgrenem, gdyż obaj zawodnicy mieli po 117 punktów na koniec cyklu. Dzień po ostatniej rundzie GP w ligowym starciu ze Stalą Gorzów, zanotował upadek, w wyniku którego znowu ominął go finał Speedway of Nations. Był to dla niego koniec sezonu.
W 2021 po dziesięciu latach startów dla wrocławskiej drużyny i wcześniejszych pięciu medali ligowych w barwach tej drużyny, pierwszy raz zdobył z nią złoto Drużynowych Mistrzostw Polski. 14 września 2021 Sparta Wrocław poinformowała o przedłużeniu kontraktu z Woffindenem do końca sezonu 2024. Z Dackarną Målilla wygrał ligę szwedzką. Po dwóch latach nieobecności wziął udział w SoN. Tworzył brytyjską drużynę wraz z Robertem Lambertem i rezerwowym Tomem Brennanem. Startował tylko pierwszego dnia rywalizacji, gdyż uraz którego nabawił się w trakcie jednego z wyścigów wykluczył go z drugiego dnia startów. Zastąpił go Daniel Bewley. Ostatecznie Brytyjczycy triumfowali w całych zawodach, po tym jak w wyścig finałowy przeciwko reprezentacji Polski na pierwszym miejscu ukończył Bartosz Zmarzlik, drugi do mety dojechał Robert Lambert, trzeci Daniel Bewley, a upadek zaliczył Maciej Janowski. Było to pierwsze złoto drużynowych mistrzostw świata dla tej reprezentacji od 32 lat. Po sezonie 2021 zrezygnował ze startów w lidze szwedzkiej i w 2022 poza jazdą w Polsce, występował również w lidze duńskiej w barwach Esbjerg Vikings.

### Życie prywatne
17 grudnia 2016 roku ożenił się z Faye Woffinden. 20 listopada 2017 parze urodziła się córka Rylee-Cruu, a 1 grudnia 2019 córka Celle.
Po sezonie 2019 napisał autobiografię. W Polsce jest ona dostępna od 25 marca 2020.
Zawodnik wyróżnia się licznymi tatuażami.

## Przynależność klubowa
Wielka Brytania
- Scunthorpe Scorpions (2006–2007)
- Sheffield Tigers (2006)
- Rye House Rockets (2007–2008)
- Wolverhampton Wolves (2009–2014)
- Wolverhampton Wolves (2016)
- Sheffield Tigers (2023–)

Polska
- Włókniarz Częstochowa (2008–2010)
- Start Gniezno (2011)
- Sparta Wrocław (2012–2024)
- Stal Rzeszów (2025)
- Ostrovia Ostrów (2026–)

Szwecja
- Vargarna Norrköping (2008–2011)
- Dackarna Målilla (2012)
- VMS Elit Vetlanda (2014–2016)
- Masarna Avesta (2017–2018)
- Indianerna Kumla (2019)
- Dackarna Målilla (2021)
- Västervik Speedway (2023–)

Dania
- Esbjerg Vikings (2022)

## Starty w Grand Prix (Indywidualnych Mistrzostwach Świata na Żużlu)
Stan na 1 października 2024

### Zwycięstwa w poszczególnych zawodachGrand Prix
| Nr  | Dzień          | Rok  | Nazwa                 | Miejscowość         | Tor                          | Długość toru |
| --- | -------------- | ---- | --------------------- | ------------------- | ---------------------------- | ------------ |
| 1.  | 18 maja        | 2013 | Grand Prix Czech      | Praga               | Stadion Markéta              | 353m         |
| 2.  | 31 maja        | 2014 | Grand Prix Czech      | Praga               | Stadion Markéta              | 353m         |
| 3.  | 14 czerwca     | 2014 | Grand Prix Szwecji    | Målilla             | G&B Stadium                  | 305m         |
| 4.  | 23 maja        | 2015 | Grand Prix Czech      | Praga               | Stadion Markéta              | 353m         |
| 5.  | 26 września    | 2015 | Grand Prix Sztokholmu | Solna               | Friends Arena (sztuczny tor) | 275m         |
| 6.  | 14 maja        | 2016 | Grand Prix Polski     | Warszawa            | PGE Narodowy (sztuczny tor)  | 272m         |
| 7.  | 26 sierpnia    | 2017 | Grand Prix Polski     | Gorzów Wielkopolski | Stadion im. Edwarda Jancarza | 329m         |
| 8.  | 12 maja        | 2018 | Grand Prix Polski     | Warszawa            | PGE Narodowy (sztuczny tor)  | 272m         |
| 9.  | 30 czerwca     | 2018 | Grand Prix Danii      | Horsens             | CASA Arena (sztuczny tor)    | 272m         |
| 10. | 22 września    | 2018 | Grand Prix Niemiec    | Teterow             | Bergring Arena               | 314m         |
| 11. | 6 października | 2018 | Grand Prix Polski     | Toruń               | Motoarena                    | 318m         |

### Miejsca na podium
| Nr  | Dzień           | Rok  | Nazwa                        | Miejscowość         | Tor                               | Miejsce | Punkty | Biegi            | Zwycięzca              |
| --- | --------------- | ---- | ---------------------------- | ------------------- | --------------------------------- | ------- | ------ | ---------------- | ---------------------- |
| 1.  | 18 maja         | 2013 | Grand Prix Czech             | Praga               | Stadion Markéta                   | 1.      | 19     | (3,3,3,3,1,3,3)  | —                      |
| 2.  | 15 czerwca      | 2013 | Grand Prix Polski            | Gorzów Wielkopolski | Stadion im. Edwarda Jancarza      | 3.      | 12     | (0,2,0,3,3,3,1)  | Jarosław Hampel        |
| 3.  | 3 sierpnia      | 2013 | Grand Prix Włoch             | Terenzano           | Olympia Stadium                   | 2.      | 18     | (2,2,3,3,3,3,2)  | Niels Kristian Iversen |
| 4.  | 17 sierpnia     | 2013 | Grand Prix Łotwy             | Dyneburg            | Latvijas spīdveja centrs          | 3.      | 15     | (2,3,3,2,1,3,1)  | Greg Hancock           |
| 5.  | 7 września      | 2013 | Grand Prix Słowenii          | Krško               | Stadion Matije Gubca              | 2.      | 17     | (3,3,3,2,2,2,2)  | Jarosław Hampel        |
| 6.  | 17 maja         | 2014 | Grand Prix Finlandii         | Tampere             | Ratinan Stadion (sztuczny tor)    | 2.      | 16     | (3,2,3,0,3,3,2)  | Matej Žagar            |
| 7.  | 31 maja         | 2014 | Grand Prix Czech             | Praga               | Stadion Markéta                   | 1.      | 18     | (3,3,1,2,3,3,3)  | —                      |
| 8.  | 14 czerwca      | 2014 | Grand Prix Szwecji           | Målilla             | G&B Stadium                       | 1.      | 18     | (3,3,1,2,3,3,3)  | —                      |
| 9.  | 12 lipca        | 2014 | Grand Prix Wielkiej Brytanii | Cardiff             | Millennium Stadium (sztuczny tor) | 2.      | 18     | (3,3,1,3,3,3,2)  | Greg Hancock           |
| 10. | 16 maja         | 2015 | Grand Prix Finlandii         | Tampere             | Ratinan Stadion (sztuczny tor)    | 2.      | 17     | (3,0,3,3,3,3,2)  | Nicki Pedersen         |
| 11. | 23 maja         | 2015 | Grand Prix Czech             | Praga               | Stadion Markéta                   | 1.      | 18     | (2,3,3,2,2,3,3)  | —                      |
| 12. | 25 lipca        | 2015 | Grand Prix Szwecji           | Målilla             | G&B Stadium                       | 2.      | 17     | (1,3,3,3,3,2,2)  | Nicki Pedersen         |
| 13. | 29 sierpnia     | 2015 | Grand Prix Polski            | Gorzów Wielkopolski | Stadion im. Edwarda Jancarza      | 3.      | 18     | (3,3,3,3,3,2,1)  | Matej Žagar            |
| 14. | 12 września     | 2015 | Grand Prix Słowenii          | Krško               | Stadion Matije Gubca              | 2.      | 18     | (2,3,3,2,3,3,2)  | Greg Hancock           |
| 15. | 26 września     | 2015 | Grand Prix Sztokholmu        | Solna               | Friends Arena (sztuczny tor)      | 1.      | 16     | (0,2,3,2,3,3,3)  | —                      |
| 16. | 14 maja         | 2016 | Grand Prix Polski            | Warszawa            | Stadion Narodowy (sztuczny tor)   | 1.      | 14     | (3,3,1,0,2,2,3)  | —                      |
| 17. | 11 czerwca      | 2016 | Grand Prix Danii             | Horsens             | CASA Arena (sztuczny tor)         | 3.      | 15     | (1,3,3,2,3,2,1)  | Maciej Janowski        |
| 18. | 9 lipca         | 2016 | Grand Prix Wielkiej Brytanii | Cardiff             | Millennium Stadium (sztuczny tor) | 2.      | 15     | (1,2,2,2,3,3,2)  | Antonio Lindbäck       |
| 19. | 27 sierpnia     | 2016 | Grand Prix Polski            | Gorzów Wielkopolski | Stadion im. Edwarda Jancarza      | 2.      | 15     | (3,1,1,3,2,3,2)  | Jason Doyle            |
| 20. | 22 października | 2016 | Grand Prix Australii         | Melbourne           | Etihad Stadium (sztuczny tor)     | 2.      | 15     | (3,0,2,3,3,2,2)  | Chris Holder           |
| 21. | 26 sierpnia     | 2017 | Grand Prix Polski            | Gorzów Wielkopolski | Stadion im. Edwarda Jancarza      | 1.      | 18     | (3,2,2,3,3,2,3)  | —                      |
| 22. | 7 października  | 2017 | Grand Prix Polski            | Toruń               | Motoarena                         | 2.      | 15     | (1,2,3,1,3,3,2)  | Patryk Dudek           |
| 23. | 28 października | 2017 | Grand Prix Australii         | Melbourne           | Etihad Stadium (sztuczny tor)     | 2.      | 16     | (3,2,1,3,3,2,2)  | Jason Doyle            |
| 24. | 12 maja         | 2018 | Grand Prix Polski            | Warszawa            | Stadion Narodowy (sztuczny tor)   | 1.      | 15     | (2,0,2,3,3,2,3)  | —                      |
| 25. | 30 czerwca      | 2018 | Grand Prix Danii             | Horsens             | CASA Arena (sztuczny tor)         | 1.      | 18     | (2,3,1,3,3,3,3)  | —                      |
| 26. | 21 lipca        | 2018 | Grand Prix Wielkiej Brytanii | Cardiff             | Millennium Stadium (sztuczny tor) | 2.      | 16     | (3,1,3,1,3,3,2)  | Bartosz Zmarzlik       |
| 27. | 25 sierpnia     | 2018 | Grand Prix Polski            | Gorzów Wielkopolski | Stadion im. Edwarda Jancarza      | 3.      | 12     | (2,1,2,2,2,2,1)  | Martin Vaculík         |
| 28. | 22 września     | 2018 | Grand Prix Niemiec           | Teterow             | Bergring Arena                    | 1.      | 16     | (2,2,2,3,2,2,3)  | —                      |
| 29. | 6 października  | 2018 | Grand Prix Polski            | Toruń               | Motoarena                         | 1.      | 15     | (3,3,w,1,3,2,3)  | —                      |
| 30. | 29 sierpnia     | 2020 | Grand Prix Polski            | Wrocław             | Stadion Olimpijski                | 2.      | 18     | (1,2,2,3,2,3,2)  | Maciej Janowski        |
| 31. | 18 września     | 2020 | Grand Prix Czech             | Praga               | Stadion Markéta                   | 2.      | 18     | (t,2,2,2,2,2,2)  | Bartosz Zmarzlik       |
| 32. | 19 września     | 2020 | Grand Prix Czech             | Praga               | Stadion Markéta                   | 2.      | 18     | (3,3,2,1,3,2,2)  | Bartosz Zmarzlik       |
| 33. | 2 października  | 2020 | Grand Prix Polski            | Toruń               | Motoarena                         | 3.      | 16     | (0,3,3,1,3,2,1)  | Max Fricke             |
| 34. | 16 lipca        | 2021 | Grand Prix Czech             | Praga               | Stadion Markéta                   | 3.      | 16     | (2,3,0,1,3,2,1)  | Maciej Janowski        |
| 35. | 1 października  | 2021 | Grand Prix Polski            | Toruń               | Motoarena                         | 3.      | 16     | (3,3,3,3,0,3,1)  | Artiom Łaguta          |
| 36. | 28 maja         | 2022 | Grand Prix Czech             | Praga               | Stadion Markéta                   | 2.      | 18     | (1,3,3,3,3,2,2,) | Martin Vaculík         |

### Punkty w poszczególnych zawodachGrand Prix
| Sezon 2010                   |                        |                                 |                                 |                                 |                                 |                                 |                                 |                                 |                        |                                 |                          |                   |         |         |         |         |         |         |         |         |         |        |        |        |        |        |        |        |        |        |        |        |        |        |        |
| GP Europy – Leszno           | GP Szwecji – Göteborg  | GP Czech – Praga                | GP Danii – Kopenhaga            | GP Polski – Toruń               | GP Wielkiej Brytanii – Cardiff  | GP Skandynawii – Målilla        | GP Chorwacji – Gorican          | GP Nordyckie – Vojens           | GP Włoch – Terenzano   | GP Polski – Bydgoszcz           | miejsce                  | miejsce           | miejsce | miejsce | miejsce | miejsce | miejsce | miejsce | miejsce | miejsce | miejsce | punkty | punkty | punkty | punkty | punkty | punkty | punkty | punkty | punkty | punkty | punkty |        |        |        |
| 1                            | 4                      | 5                               | 5                               | 7                               | 6                               | 3                               | 6                               | 2                               | 6                      | 4                               | 14                       | 14                | 14      | 14      | 14      | 14      | 14      | 14      | 14      | 14      | 14      | 49     | 49     | 49     | 49     | 49     | 49     | 49     | 49     | 49     | 49     | 49     |        |        |        |
| Sezon 2011                   |                        |                                 |                                 |                                 |                                 |                                 |                                 |                                 |                        |                                 |                          |                   |         |         |         |         |         |         |         |         |         |        |        |        |        |        |        |        |        |        |        |        |        |        |        |
| GP Europy – Leszno           | GP Szwecji – Göteborg  | GP Czech – Praga                | GP Danii – Kopenhaga            | GP Wielkiej Brytanii – Cardiff  | GP Włoch – Terenzano            | GP Skandynawii – Målilla        | GP Polski – Toruń               | GP Nordyckie – Vojens           | GP Chorwacji – Gorican | GP Polski – Gorzów Wielkopolski | miejsce                  | miejsce           | miejsce | miejsce | miejsce | miejsce | miejsce | miejsce | miejsce | miejsce | miejsce | punkty | punkty | punkty | punkty | punkty | punkty | punkty | punkty | punkty | punkty | punkty |        |        |        |
| –                            | –                      | –                               | –                               | 2                               | –                               | –                               | –                               | –                               | –                      | –                               | 25                       | 25                | 25      | 25      | 25      | 25      | 25      | 25      | 25      | 25      | 25      | 2      | 2      | 2      | 2      | 2      | 2      | 2      | 2      | 2      | 2      | 2      |        |        |        |
| Sezon 2013                   |                        |                                 |                                 |                                 |                                 |                                 |                                 |                                 |                        |                                 |                          |                   |         |         |         |         |         |         |         |         |         |        |        |        |        |        |        |        |        |        |        |        |        |        |        |
| GP Nowej Zelandii – Auckland | GP Europy – Bydgoszcz  | GP Szwecji – Göteborg           | GP Czech – Praga                | GP Wielkiej Brytanii – Cardiff  | GP Polski – Gorzów Wielkopolski | GP Danii – Kopenhaga            | GP Włoch – Terenzano            | GP Łotwy – Dyneburg             | GP Słowenii – Krško    | GP Skandynawii – Solna          | GP Polski – Toruń        | miejsce           | miejsce | miejsce | miejsce | miejsce | miejsce | miejsce | miejsce | miejsce | miejsce | punkty | punkty | punkty | punkty | punkty | punkty | punkty | punkty | punkty | punkty |        |        |        |        |
| 9                            | 14                     | 12                              | 19                              | 7                               | 12                              | 11                              | 18                              | 15                              | 17                     | 7                               | 10                       |                   |         |         |         |         |         |         |         |         |         | 151    | 151    | 151    | 151    | 151    | 151    | 151    | 151    | 151    | 151    |        |        |        |        |
| Sezon 2014                   |                        |                                 |                                 |                                 |                                 |                                 |                                 |                                 |                        |                                 |                          |                   |         |         |         |         |         |         |         |         |         |        |        |        |        |        |        |        |        |        |        |        |        |        |        |
| GP Nowej Zelandii – Auckland | GP Europy – Bydgoszcz  | GP Finlandii – Tampere          | GP Czech – Praga                | GP Szwecji – Målilla            | GP Danii – Kopenhaga            | GP Wielkiej Brytanii – Cardiff  | GP Łotwy – Dyneburg             | GP Polski – Gorzów Wielkopolski | GP Nordyckie – Vojens  | GP Skandynawii – Solna          | GP Polski – Toruń        | miejsce           | miejsce | miejsce | miejsce | miejsce | miejsce | miejsce | miejsce | miejsce | miejsce | punkty | punkty | punkty | punkty | punkty | punkty | punkty | punkty | punkty | punkty |        |        |        |        |
| 7                            | 5                      | 16                              | 18                              | 17                              | 9                               | 18                              | 8                               | –                               | 7                      | 7                               | 9                        | 4                 | 4       | 4       | 4       | 4       | 4       | 4       | 4       | 4       | 4       | 121    | 121    | 121    | 121    | 121    | 121    | 121    | 121    | 121    | 121    |        |        |        |        |
| Sezon 2015                   |                        |                                 |                                 |                                 |                                 |                                 |                                 |                                 |                        |                                 |                          |                   |         |         |         |         |         |         |         |         |         |        |        |        |        |        |        |        |        |        |        |        |        |        |        |
| GP Polski – Warszawa         | GP Finlandii – Tampere | GP Czech – Praga                | GP Wielkiej Brytanii – Cardiff  | GP Łotwy – Dyneburg             | GP Szwecji – Målilla            | GP Danii – Horsens              | GP Polski – Gorzów Wielkopolski | GP Słowenii – Krško             | GP Sztokholmu – Solna  | GP Polski – Toruń               | GP Australii – Melbourne | miejsce           | miejsce | miejsce | miejsce | miejsce | miejsce | miejsce | miejsce | miejsce | miejsce | punkty | punkty | punkty | punkty | punkty | punkty | punkty | punkty | punkty | punkty |        |        |        |        |
| 5                            | 17                     | 18                              | 15                              | 8                               | 17                              | 11                              | 18                              | 18                              | 16                     | 8                               | 12                       |                   |         |         |         |         |         |         |         |         |         | 163    | 163    | 163    | 163    | 163    | 163    | 163    | 163    | 163    | 163    |        |        |        |        |
| Sezon 2016                   |                        |                                 |                                 |                                 |                                 |                                 |                                 |                                 |                        |                                 |                          |                   |         |         |         |         |         |         |         |         |         |        |        |        |        |        |        |        |        |        |        |        |        |        |        |
| GP Słowenii – Krško          | GP Polski – Warszawa   | GP Danii – Horsens              | GP Czech – Praga                | GP Wielkiej Brytanii – Cardiff  | GP Szwecji – Målilla            | GP Polski – Gorzów Wielkopolski | GP Niemiec – Teterow            | GP Sztokholmu – Solna           | GP Polski – Toruń      | GP Australii – Melbourne        | miejsce                  | miejsce           | miejsce | miejsce | miejsce | miejsce | miejsce | miejsce | miejsce | miejsce | miejsce | punkty | punkty | punkty | punkty | punkty | punkty | punkty | punkty | punkty | punkty | punkty |        |        |        |
| 10                           | 14                     | 15                              | 9                               | 15                              | 8                               | 15                              | 10                              | 11                              | 8                      | 15                              |                          |                   |         |         |         |         |         |         |         |         |         | 130    | 130    | 130    | 130    | 130    | 130    | 130    | 130    | 130    | 130    | 130    |        |        |        |
| Sezon 2017                   |                        |                                 |                                 |                                 |                                 |                                 |                                 |                                 |                        |                                 |                          |                   |         |         |         |         |         |         |         |         |         |        |        |        |        |        |        |        |        |        |        |        |        |        |        |
| GP Słowenii – Krško          | GP Polski – Warszawa   | GP Łotwy – Dyneburg             | GP Czech – Praga                | GP Danii – Horsens              | GP Wielkiej Brytanii – Cardiff  | GP Szwecji – Målilla            | GP Polski – Gorzów Wielkopolski | GP Niemiec – Teterow            | GP Sztokholmu – Solna  | GP Polski – Toruń               | GP Australii – Melbourne | miejsce           | miejsce | miejsce | miejsce | miejsce | miejsce | miejsce | miejsce | miejsce | miejsce | punkty | punkty | punkty | punkty | punkty | punkty | punkty | punkty | punkty | punkty |        |        |        |        |
| 8                            | 13                     | 9                               | 7                               | 11                              | 9                               | 14                              | 18                              | 5                               | 6                      | 15                              | 16                       |                   |         |         |         |         |         |         |         |         |         | 131    | 131    | 131    | 131    | 131    | 131    | 131    | 131    | 131    | 131    |        |        |        |        |
| Sezon 2018                   |                        |                                 |                                 |                                 |                                 |                                 |                                 |                                 |                        |                                 |                          |                   |         |         |         |         |         |         |         |         |         |        |        |        |        |        |        |        |        |        |        |        |        |        |        |
| GP Polski – Warszawa         | GP Czech – Praga       | GP Danii – Horsens              | GP Szwecji – Hallstavik         | GP Wielkiej Brytanii – Cardiff  | GP Skandynawii – Målilla        | GP Polski – Gorzów Wielkopolski | GP Słowenii – Krško             | GP Niemiec – Teterow            | GP Polski – Toruń      | miejsce                         | miejsce                  | miejsce           | miejsce | miejsce | miejsce | miejsce | miejsce | miejsce | miejsce | miejsce | miejsce | punkty | punkty | punkty | punkty | punkty | punkty | punkty | punkty | punkty | punkty | punkty | punkty |        |        |
| 15                           | 16                     | 18                              | 16                              | 16                              | 10                              | 12                              | 5                               | 16                              | 15                     |                                 |                          |                   |         |         |         |         |         |         |         |         |         | 139    | 139    | 139    | 139    | 139    | 139    | 139    | 139    | 139    | 139    | 139    | 139    |        |        |
| Sezon 2019                   |                        |                                 |                                 |                                 |                                 |                                 |                                 |                                 |                        |                                 |                          |                   |         |         |         |         |         |         |         |         |         |        |        |        |        |        |        |        |        |        |        |        |        |        |        |
| GP Polski – Warszawa         | GP Słowenii – Krško    | GP Czech – Praga                | GP Szwecji – Hallstavik         | GP Polski – Wrocław             | GP Skandynawii – Målilla        | GP Niemiec – Teterow            | GP Danii – Vojens               | GP Wielkiej Brytanii – Cardiff  | GP Polski – Toruń      | miejsce                         | miejsce                  | miejsce           | miejsce | miejsce | miejsce | miejsce | miejsce | miejsce | miejsce | miejsce | miejsce | punkty | punkty | punkty | punkty | punkty | punkty | punkty | punkty | punkty | punkty | punkty | punkty |        |        |
| 6                            | 9                      | –                               | –                               | 6                               | 6                               | 8                               | 11                              | 5                               | 9                      | 13                              | 13                       | 13                | 13      | 13      | 13      | 13      | 13      | 13      | 13      | 13      | 13      | 60     | 60     | 60     | 60     | 60     | 60     | 60     | 60     | 60     | 60     | 60     | 60     |        |        |
| Sezon 2020                   |                        |                                 |                                 |                                 |                                 |                                 |                                 |                                 |                        |                                 |                          |                   |         |         |         |         |         |         |         |         |         |        |        |        |        |        |        |        |        |        |        |        |        |        |        |
| GP Polski – Wrocław          | GP Polski – Wrocław    | GP Polski – Gorzów Wielkopolski | GP Polski – Gorzów Wielkopolski | GP Czech – Praga                | GP Czech – Praga                | GP Polski – Toruń               | GP Polski – Toruń               | miejsce                         | miejsce                | miejsce                         | miejsce                  | miejsce           | miejsce | miejsce | miejsce | miejsce | miejsce | miejsce | miejsce | miejsce | miejsce | punkty | punkty | punkty | punkty | punkty | punkty | punkty | punkty | punkty | punkty | punkty | punkty | punkty | punkty |
| 14                           | 18                     | 11                              | 10                              | 18                              | 18                              | 16                              | 12                              |                                 |                        |                                 |                          |                   |         |         |         |         |         |         |         |         |         | 117    | 117    | 117    | 117    | 117    | 117    | 117    | 117    | 117    | 117    | 117    | 117    | 117    | 117    |
| Sezon 2021                   |                        |                                 |                                 |                                 |                                 |                                 |                                 |                                 |                        |                                 |                          |                   |         |         |         |         |         |         |         |         |         |        |        |        |        |        |        |        |        |        |        |        |        |        |        |
| GP Czech – Praga             | GP Czech – Praga       | GP Polski – Wrocław             | GP Polski – Wrocław             | GP Polski – Lublin              | GP Polski – Lublin              | GP Szwecji – Målilla            | GP Rosji – Togliatti            | GP Danii – Vojens               | GP Polski – Toruń      | GP Polski – Toruń               | miejsce                  | miejsce           | miejsce | miejsce | miejsce | miejsce | miejsce | miejsce | miejsce | miejsce | miejsce | punkty | punkty | punkty | punkty | punkty | punkty | punkty | punkty | punkty | punkty | punkty |        |        |        |
| 16                           | 8                      | 6                               | 14                              | 11                              | 10                              | 8                               | 9                               | 14                              | 16                     | 10                              | 6                        | 6                 | 6       | 6       | 6       | 6       | 6       | 6       | 6       | 6       | 6       | 122    | 122    | 122    | 122    | 122    | 122    | 122    | 122    | 122    | 122    | 122    |        |        |        |
| Sezon 2022                   |                        |                                 |                                 |                                 |                                 |                                 |                                 |                                 |                        |                                 |                          |                   |         |         |         |         |         |         |         |         |         |        |        |        |        |        |        |        |        |        |        |        |        |        |        |
| GP Chorwacji – Goričan       | GP Polski – Warszawa   | GP Czech – Praga                | GP Niemiec – Teterow            | GP Polski – Gorzów Wielkopolski | GP Wielkiej Brytanii – Cardiff  | GP Polski – Wrocław             | GP Danii – Vojens               | GP Szwecji – Målilla            | GP Polski – Toruń      | miejsce                         | miejsce                  | miejsce           | miejsce | miejsce | miejsce | miejsce | miejsce | miejsce | miejsce | miejsce | punkty  | punkty | punkty | punkty | punkty | punkty | punkty | punkty | punkty | punkty | punkty |        |        |        |        |
| 4                            | 10                     | 18                              | 11                              | 7                               | 4                               | 10                              | 10                              | 14                              | 5                      | 8                               | 8                        | 8                 | 8       | 8       | 8       | 8       | 8       | 8       | 8       | 8       | 93      | 93     | 93     | 93     | 93     | 93     | 93     | 93     | 93     | 93     | 93     |        |        |        |        |
| Sezon 2023                   |                        |                                 |                                 |                                 |                                 |                                 |                                 |                                 |                        |                                 |                          |                   |         |         |         |         |         |         |         |         |         |        |        |        |        |        |        |        |        |        |        |        |        |        |        |
| GP Chorwacji – Goričan       | GP Polski – Warszawa   | GP Czech – Praga                | GP Niemiec – Teterow            | GP Polski – Gorzów Wielkopolski | GP Szwecji – Målilla            | GP Łotwy – Ryga                 | GP Wielkiej Brytanii – Cardiff  | GP Danii – Vojens               | GP Polski – Toruń      | miejsce                         | miejsce                  | miejsce           | miejsce | miejsce | miejsce | miejsce | miejsce | miejsce | miejsce | punkty  | punkty  | punkty | punkty | punkty | punkty | punkty | punkty | punkty | punkty |        |        |        |        |        |        |
| 12                           | 9                      | 3                               | 8                               | 9                               | 5                               | 14                              | 4                               | –                               | –                      | 11                              | 11                       | 11                | 11      | 11      | 11      | 11      | 11      | 11      | 11      | 11      | 11      | 64     | 64     | 64     | 64     | 64     | 64     | 64     | 64     | 64     | 64     | 64     | 64     |        |        |
| Sezon 2024                   |                        |                                 |                                 |                                 |                                 |                                 |                                 |                                 |                        |                                 |                          |                   |         |         |         |         |         |         |         |         |         |        |        |        |        |        |        |        |        |        |        |        |        |        |        |
| GP Chorwacji – Goričan       | Sprint – Warszawa      | GP Polski – Warszawa            | GP Niemiec – Landshut           | GP Czech – Praga                | GP Szwecji – Målilla            | GP Polski – Gorzów Wielkopolski | Sprint – Cardiff                | GP Wielkiej Brytanii – Cardiff  | GP Polski – Wrocław    | GP Łotwy – Ryga                 | GP Danii – Vojens        | GP Polski – Toruń | miejsce | miejsce | miejsce | miejsce | miejsce | miejsce | miejsce | miejsce | punkty  | punkty | punkty | punkty | punkty | punkty | punkty | punkty |        |        |        |        |        |        |        |
| 1                            | 2                      | 6                               | 7                               | 1                               | 4                               | 2                               | –                               | –                               | –                      | –                               | –                        | –                 | 18      | 18      | 18      | 18      | 18      | 18      | 18      | 18      | 23      | 23     | 23     | 23     | 23     | 23     | 23     | 23     |        |        |        |        |        |        |        |

| Statystyki        | Statystyki |
| ----------------- | ---------- |
| Starty            | 131        |
| Zwycięstwa        | 11         |
| Miejsca na podium | 36         |
| Finalista         | 47         |
| Punkty            | 1365       |

## Starty windywidualnych mistrzostwach świata juniorów
| Sezon | Dzień          | Miejscowość | Miejsce | Punkty | Biegi         |
| ----- | -------------- | ----------- | ------- | ------ | ------------- |
| 2008  | 4 października | Pardubice   | 15.     | 3      | (t,2,0,1,0)   |
| 2009  | 3 października | Goričan     | 4.      | 12+1   | (t,3,3,3,3+1) |

## Starty wdrużynowych mistrzostwach świata

### Drużynowy Puchar Świata
| Sezon | Dzień                | Miejscowość                                        | Miejsce | Punkty | Biegi                         | Reprezentacja   | Zwycięzca |
| ----- | -------------------- | -------------------------------------------------- | ------- | ------ | ----------------------------- | --------------- | --------- |
| 2008  | 17 lipca             | Vojens (Baraż)                                     | 5.      | 9      | (1,3,1,1,2,1)                 | Wielka Brytania | Dania     |
| 2009  | 13 lipca 16 lipca    | Peterborough (Półfinał) Leszno (Baraż)             | 5.      | 5 8    | (1,1,1,1,1) (0,2,2,2,1,1)     | Wielka Brytania | Polska    |
| 2010  | 26 lipca 31 lipca    | King’s Lynn (Półfinał) Vojens (Finał)              | 4.      | 7 6    | (2,w,2,3,0) (d,2,3,1,0)       | Wielka Brytania | Polska    |
| 2011  | 11 lipca 14 lipca    | King’s Lynn (Półfinał) Gorzów Wielkopolski (Baraż) | 6.      | 10 6   | (w,w,3,2,3,2) (1,0,1,3,1,0)   | Wielka Brytania | Polska    |
| 2012  | 9 lipca 12 lipca     | King’s Lynn (Półfinał) Målilla (Baraż)             | 6.      | 8 14   | (3,1,0,1,3) (2,6!,3,2,1)      | Wielka Brytania | Dania     |
| 2013  | 15 lipca 18 lipca    | King’s Lynn (Półfinał) Praga (Baraż)               | 6.      | 18 14  | (3,2,6!,2,2,3) (3,3,0,4!,2,2) | Wielka Brytania | Polska    |
| 2014  | 26 lipca 2 sierpnia  | King’s Lynn (Półfinał) Bydgoszcz (Finał)           | 4.      | 12     | (1,3,3,2,3) (2,2,1,2!,3,2)    | Wielka Brytania | Dania     |
| 2015  | 8 czerwca 11 czerwca | King’s Lynn (Półfinał) Vojens (Baraż)              | 5.      | 13 21  | (3,1,3,3,3) (3,3,3,6!,3,3)    | Wielka Brytania | Szwecja   |
| 2016  | 30 lipca             | Manchester (Finał)                                 | 2.      | 19     | (3,2,3,6!,3,2)                | Wielka Brytania | Polska    |
| 2023  | 25 lipca 29 lipca    | Wrocław (Półfinał) Wrocław (Finał)                 | 2.      | 10 7   | (2,2,3,3) (3,3,0,0,1)         | Wielka Brytania | Polska    |

### Speedway of Nations
| Sezon | Dzień               | Miejscowość | Miejsce | Punkty  | Biegi                         | Reprezentacja   | Zwycięzca |
| ----- | ------------------- | ----------- | ------- | ------- | ----------------------------- | --------------- | --------- |
| 2018  | 8 czerwca 9 czerwca | Wrocław     | 2.      | 18 17+3 | (3,3,3,3,3,3) (2,3,3,3,3,3+3) | Wielka Brytania | Rosja     |
| 2021  | 16 października     | Manchester  | 1.      | 15      | (2,3,2,4,4,w)                 | Wielka Brytania | –         |

## Starty w lidze (szczegółowo)
Stan na 8 października 2024

### Liga brytyjska
| Sezon | Liga              | Klub                 | Miejsce | Mecze | Biegi | Punkty | Bonusy | Razem | Śr. bieg.    | Śr. mecz. |
| ----- | ----------------- | -------------------- | ------- | ----- | ----- | ------ | ------ | ----- | ------------ | --------- |
| 2006  | Conference League | Scunthorpe Scorpions | 1.      | 35    | 169   | 377    | 45     | 422   | 2,497 (b.d.) | 10,77     |
| 2006  | Premier League    | Sheffield Tigers     | 2.      | 4     | 15    | 23     | 2      | 25    | 1,667 (b.d.) | 5,75      |
| 2007  | Conference League | Scunthrope Scorpions | 1.      | 20    | 106   | 291    | 10     | 301   | 2,840 (b.d.) | 14,55     |
| 2007  | Premier League    | Rye House Rockets    | 1.      | 40    | 175   | 372    | 33     | 405   | 2,314 (b.d.) | 9,30      |
| 2008  | Premier League    | Rye House Rockets    | 3.      | 35    | 169   | 430    | 24     | 454   | 2,686 (b.d.) | 12,29     |
| 2009  | Elite League      | Wolverhampton Wolves | 1.      | 37    | 162   | 303    | 33     | 336   | 2,074 (16.)  | 8,19      |
| 2010  | Elite League      | Wolverhampton Wolves | 3.      | 38    | 181   | 328    | 15     | 343   | 1,895 (18.)  | 8,63      |
| 2011  | Elite League      | Wolverhampton Wolves | 8.      | 25    | 114   | 233    | 9      | 242   | 2,123 (13.)  | 9,32      |
| 2012  | Elite League      | Wolverhampton Wolves | 9.      | 19    | 90    | 198    | 11     | 209   | 2,322 (b.d.) | 9,29      |
| 2013  | Elite League      | Wolverhampton Wolves | 4.      | 23    | 112   | 262    | 19     | 281   | 2,509 (b.d.) | 10,42     |
| 2014  | Elite League      | Wolverhampton Wolves | 7.      | 28    | 132   | 231    | 27     | 258   | 1,939 (17.)  | 8,25      |
| 2016  | Elite League      | Wolverhampton Wolves | 1.      | 10    | 47    | 100    | 9      | 109   | 2,319 (nsk)  | 10,00     |
| 2023  | Premiership       | Sheffield Tigers     | 1.      | 10    | 43    | 91     | 7      | 98    | 2,279 (nsk)  | 11,38     |
| 2024  | Premiership       | Sheffield Tigers     | 3.      | 20    | 58    | 128    | 6      | 134   | 2,310 (nsk)  | 10,67     |

### Liga polska
| Sezon | Liga       | Klub                  | Miejsce | Mecze | Biegi | Punkty | Bonusy | Razem | Śr. bieg.   | Śr. mecz. |
| ----- | ---------- | --------------------- | ------- | ----- | ----- | ------ | ------ | ----- | ----------- | --------- |
| 2008  | Ekstraliga | Włókniarz Częstochowa | 4.      | 11    | 35    | 26     | 5      | 31    | 0,886 (nsk) | 2,36      |
| 2009  | Ekstraliga | Włókniarz Częstochowa | 3.      | 17    | 86    | 125    | 16     | 141   | 1,640 (27.) | 7,35      |
| 2010  | Ekstraliga | Włókniarz Częstochowa | 7.      | 14    | 60    | 65     | 7      | 72    | 1,200 (41.) | 4,64      |
| 2011  | 1. liga    | GTM Start Gniezno     | 3.      | 12    | 60    | 124    | 8      | 132   | 2,200 (8.)  | 10,33     |
| 2012  | Ekstraliga | Sparta Wrocław        | 9.      | 14    | 71    | 115    | 13     | 128   | 1,803 (32.) | 8,21      |
| 2013  | Ekstraliga | Sparta Wrocław        | 7.      | 16    | 87    | 203    | 12     | 215   | 2,471 (3.)  | 12,69     |
| 2014  | Ekstraliga | Sparta Wrocław        | 6.      | 12    | 63    | 128    | 11     | 139   | 2,206 (6.)  | 10,67     |
| 2015  | Ekstraliga | Sparta Wrocław        | 2.      | 18    | 94    | 220    | 7      | 227   | 2,415 (2.)  | 12,22     |
| 2016  | Ekstraliga | Sparta Wrocław        | 4.      | 18    | 95    | 223    | 6      | 229   | 2,411 (2.)  | 12,39     |
| 2017  | Ekstraliga | Sparta Wrocław        | 2.      | 18    | 94    | 178    | 16     | 194   | 2,064 (7.)  | 9,89      |
| 2018  | Ekstraliga | Sparta Wrocław        | 3.      | 18    | 95    | 195    | 17     | 212   | 2,232 (5.)  | 10,83     |
| 2019  | Ekstraliga | Sparta Wrocław        | 2.      | 18    | 72    | 151    | 8      | 159   | 2,208 (8.)  | 8,39      |
| 2020  | Ekstraliga | Sparta Wrocław        | 3.      | 18    | 83    | 167    | 13     | 180   | 2,169 (6.)  | 10,44     |
| 2021  | Ekstraliga | Sparta Wrocław        | 1.      | 18    | 71    | 132    | 16     | 148   | 2,085 (8.)  | 8,80      |
| 2022  | Ekstraliga | Sparta Wrocław        | 5.      | 13    | 76    | 135    | 12     | 147   | 1,934 (17.) | 10,38     |
| 2023  | Ekstraliga | Sparta Wrocław        | 2.      | 18    | 81    | 134    | 25     | 159   | 1,963 (17.) | 7,44      |
| 2024  | Ekstraliga | Sparta Wrocław        | 2.      | 9     | 38    | 51     | 2      | 53    | 1,395 (nsk) | 5,67      |

### Liga szwedzka
| Sezon | Liga        | Klub                | Miejsce | Mecze | Biegi | Punkty | Bonusy | Razem | Śr. bieg.    | Śr. mecz. |
| ----- | ----------- | ------------------- | ------- | ----- | ----- | ------ | ------ | ----- | ------------ | --------- |
| 2008  | Allsvenskan | Vargarna Norrköping | 1.      | 5     | 27    | 52     | 7      | 59    | 2,185 (b.d.) | 10,04     |
| 2009  | Elitserien  | Vargarna Norrköping | 2.      | 19    | 95    | 150    | 18     | 168   | 1,768 (b.d.) | 7,89      |
| 2010  | Elitserien  | Vargarna Norrköping | 7.      | 8     | 30    | 32     | 5      | 37    | 1,233 (b.d.) | 4,00      |
| 2011  | Elitserien  | Vargarna Norrköping | 6.      | 9     | 42    | 55     | 10     | 65    | 1,548 (b.d.) | 6,11      |
| 2012  | Elitserien  | Dackarna Målilla    | 3.      | 3     | 14    | 26     | 2      | 28    | 2,000 (nsk)  | 8,67      |
| 2014  | Elitserien  | Vetlanda Speedway   | 1.      | 12    | 53    | 113    | 12     | 125   | 2,359 (2.)   | 9,42      |
| 2015  | Elitserien  | Vetlanda Speedway   | 1.      | 16    | 78    | 146    | 21     | 167   | 2,141 (5.)   | 9,13      |
| 2016  | Elitserien  | Vetlanda Speedway   | 6.      | 14    | 72    | 140    | 15     | 155   | 2,153 (7.)   | 10,00     |
| 2017  | Elitserien  | Masarna Avesta      | 3.      | 15    | 68    | 150    | 14     | 164   | 2,412 (2.)   | 10,71     |
| 2018  | Elitserien  | Indianerna Kumla    | 5.      | 15    | 77    | 165    | 8      | 173   | 2,247 (7.)   | 11,00     |
| 2019  | Elitserien  | Indianerna Kumla    | 5.      | 11    | 57    | 130    | 5      | 135   | 2,368 (3.)   | 11,82     |
| 2021  | Elitserien  | Dackarna Målilla    | 1.      | 9     | 45    | 91     | 8      | 99    | 2,200 (10.)  | 10,11     |
| 2023  | Elitserien  | Västervik Speedway  | 2.      | 15    | 58    | 116    | 13     | 129   | 2,224 (7.)   | 10,55     |

### Liga duńska
| Sezon | Liga | Klub            | Miejsce | Mecze | Biegi | Punkty | Bonusy | Razem | Śr. bieg.    | Śr. mecz. |
| ----- | ---- | --------------- | ------- | ----- | ----- | ------ | ------ | ----- | ------------ | --------- |
| 2022  | DSL  | Esbjerg Vikings | 4.      | 3     | 20    | 36     | 2      | 38    | 1,900 (b.d.) | 12,00     |

## Pozostałe osiągnięcia
Turniej o Łańcuch Herbowy Miasta Ostrowa Wielkopolskiego
- 2017 – 1. miejsce – 15+3 pkt (3,3,3,3,3+3)

### Indywidualne międzynarodowe mistrzostwa Ekstraligi
- 2014 – 9. miejsce – 6 pkt (0,1,3,1,1)
- 2015 – 10. miejsce – 9+0 pkt (3,1,1,3,1+0)
- 2016 – 7. miejsce – 10+1 pkt (3,2,1,2,2+1)
- 2017 – 11. miejsce – 7 pkt (0,2,2,2,1)
- 2018 – 9. miejsce –9+d pkt (2,3,1,3,w+d)
- 2020 – 6. miejsce – 11+2 pkt (1,2,3,2,3+2)
- 2021 – 13. miejsce – 3 pkt (3,0,d,ns,-)
- 2022 – 2. miejsce – 9+3+2 pkt (0,2,1,3,3+3+2)

### Indywidualne mistrzostwa Wielkiej Brytanii
- 2007 – 16. miejsce – 0 pkt (w,-,-,-,-)
- 2008 – 3. miejsce – 11+2+1 pkt (1,3,3,1,3+2+1)
- 2009 – 3. miejsce – 11+2+1 pkt (2,2,2,3,2+2+1)
- 2011 – 3. miejsce – 15+1 pkt (3,3,3,3,3+1)
- 2012 – 3. miejsce – 12+3+1 pkt (2,3,2,3,2+3+1)
- 2013 – 1. miejsce – 15+3 pkt (3,3,3,3,3+3)
- 2014 – 1. miejsce – 12+3+3 pkt (3,1,3,2,3+3+3)
- 2015 – 1. miejsce – 13+3 pkt (1,3,3,3,3+3)
- W latach 2016–2023 nie brał udziału w Turnieju
- 2024 – 2. miejsce –  10+3+1pkt (3,2,1,3,1+3+1)

### Młodzieżowe indywidualne mistrzostwa Wielkiej Brytanii
- 2007 – 3. miejsce – 12+3+1 pkt (3,1,2,3,3+3+1)
- 2008 – 1. miejsce – 14+3 pkt (3,3,3,3,2+3)
- 2009 – 2. miejsce –10+2+2 pkt (2,0,2,3,3+2+2)
- 2010 – 2. miejsce – 14+2 pkt (3,3,3,3,2+2)
- 2011 – 1. miejsce – 15+3 pkt (3,3,3,3,3+3)